# Корольок – пташка співоча (серіал, 2013)
Корольок — пташка співоча  (тур. Çalıkuşu) — турецька телевізійна драма, знята за однойменним романом Решата Нурі Гюнтекіна.

## Сюжет
Головна героїня серіалу Феріде, яку в дитинстві за її жвавість і любов до витівок прозвали Золотомушкою. У ранньому віці у неї помирає мати від сухот і батько, будучи військовим, вирішує відправити дівчинку у французький пансіон. Через кілька років приходить звістка про смерть батька Феріде. Сирота залишається під опікою тітки Бесіме та її чоловіка Сейфеттіна. У Сейфеттіна і Бесіме двоє своїх дітей — Кямран і Неджміе. Феріде закохується в Кямрана, але він не сприймає її всерйоз і продовжує відносини з вдовою Неріман. В цей час в Феріде закохується колега і друг Кямрана Селім, в якого в свою чергу закохана Неджміе.

## В ролях
- Фахріє Евджен — Феріде
- Бурак Озчивит — Кямран
- Мехмет Озгюр — Сейфеттін-бей
- Еліф Іськендер — Бесіме
- Деніз Джелілоглу — Селім
- Бегюм Кютюк Яшароглу — Неріман
- Ебру Хелваджіоглу — Неджміе
- Бенг Енгін — Мюжгян
- Пинар Чаглар Ґенчтюрк — Мюневвер
- Гюнеш Хаят — Гюльмісаль-калфа
- Хюлья Гюльшен Їрмак — Ділбер-калфа
- Еліф Сюмбюль — Сютлю Нуріє
- Альптекін Серденгечті — Льовент
- Аліє Мутлу — Катіна
- Су Кутлу — Мішель
- Еге Кекенлі — Марі
- Нурджан Ширін — Музаффер
- Есра Килич — Феліке
- Неслі Їлмаз — Небібе
- Сахра Верер — Надіде
- Ханді Сора — Азела
- Хилмі Джем — Юсуф

## Український дубляж
Українською мовою серіал дубльовано студією «1+1» у 2014 році.

## Трансляція в Україні
- З 24 листопада 2014 по 23 січня 2015 року на телеканалі 1+1, у будні о 17:10 по одній серії.

## Технічна бригада
- Режисер: Чаган Ірмак, Доган Юміт Карача
- Виробник: Тимур Савчі
- Сценарій: Севгі Їлмаз
- Звуковий дизайн: Есін Енгін
- Музика: Айтекін Аташе
- Автор: Решат Нурі Гюнтекін[3]